# ایندیا (بازیگر)
ایندیا (انگلیسی: India؛ زادهٔ ۱۷ مهٔ ۱۹۷۷) بازیگر پورنوگرافی اهل ایالات متحده آمریکا است.